# Рухоме k
Рухóме *k (лат. k-mobile) — явище в індоєвропейських мовах, суть якого полягала в тім, що в деяких рефлексах кореня початкове *k зникало. На думку О. Семереньї, «найцікавішими прикладами» є:
- пра-і.є. *kost- >... староцерк.-слов. кость, укр. кість, лат. costa «ребро», але пра-і.є. *ost- >... грец. ὀστέον, лат. os(sis), скт. ásthi IAST;
- пра-і.є. *kag- >... староцерк.-слов. коза, укр. коза, давн-англ. hēcen «козеня», але пра-і.є. *ag- >... лит. ožys, скт. aja- IAST «цап».